# Pleurothallis dichotoma
Pleurothallis dichotoma är en orkidéart som först beskrevs av Eduard Friedrich Poeppig och Stephan Ladislaus Endlicher, och fick sitt nu gällande namn av Rudolf Schlechter. Pleurothallis dichotoma ingår i släktet Pleurothallis och familjen orkidéer.
Artens utbredningsområde är Peru. Inga underarter finns listade i Catalogue of Life.